# Lovrenc Ricci
Lovrenc Ricci, DJ (italijansko Lorenzo Ricci; latinsko Laurentius Ricci); * 2. avgust 1703, † 24. november 1775. 
Na 18. Vrhovnem občnem zboru je bil izvoljen za vrhovnega generala Družbe Jezusove. Bil je tudi zadnji predstojnik celotne družbe pred zatrtjem Družbe Jezusove 1773.

## Življenjepis

### Mladost in cerkvene službe
Lovrenc se je rodil v Florenci v eni od najstarejših in najslavnejših toskanskih družin. Že v rani mladosti so ga poslali v Prato v jezuitski Zavod Cicognini. Vstopil je v Družbo Jezusovo, ko jih je imel komaj petnajst, 16. decembra 1718, med noviciatom pri baziliki Baziliki San Andrea v Rimu.
Po končanem študiju filozofije (1722–25) in teologije (1729–34) na Rimskem zavodu v Rimu je poučeval v Sieni in Rimu. Zaobljube je napravil avgusta 1736. Od 1751 do 1755 je bil ravnatelj in duhovni vodja v Rimskem zavodu. Zdi se, da se je posebno rad posvečal tihemu in neopaznemu vodenju Ignacijevih duhovnih vaj. Leta 1755 so ga izvolili za tajnika družbe.

### Vrhovni general
Na 19. vrhovnem občnem zboru, maja 1758, je bil Ricci pri drugem glasovanju izvoljen za vrhovnega generala Družbe Jezusove. Cordara, ki je živel blizu Riccija in ga je osebno poznal, je to izbiro obžaloval: "Zaradi njegove mirne narave in preveč zaupljivega značaja se mi je zdel kaj malo primeren za ta čas, ko se zdi, da nevihta in vihar zahtevata izredno uporabo nenavadnega zdravila zoper nenavadna zla." V svesti si težavnih razmer je Ricci sam prosil za razrešitev od odgovorne službe.

#### Izgon jezuitov s Portugalskega
Težave s Francoskim burbonskim kraljevim dvorom so prišle do vrelišča. 
Štiri mesece po Riccijevi izvolitvi je spodletel poskus umora portugalskega kralja Jožefa.
Vladarski posle je pravzaprav prigrabil prvi minister Pombal.
Ljubosumen na vpliv jezuita Gabrijela Malagrida ga je Pombal skupaj z drugim jezuiti obtožil brez prepričljivih dokazov za zaroto. Kralj se je namreč ponoči vrčal od svoje ljubice skozi od razbojnikov ogrožano področje kar brez straže. Minister pa je ob tej priliki hotel omejiti vpliv jezuitov in plemiških družin, pa je obtožil ene in druge. Ko Gabrijelu sodelovanja niso mogli dokazati, poleg tega pa ga kot duhovnika ni bilo mogoče obsoditi na smrt zaradi veleizdaje, ga je portugalski prvi minister Pombal, čigar brat je bil glavni inkvizitor, dal obtožiti zaradi herezije. 
Toda niti inkvizicija mu ni mogla dokazati nikaršne krivde – zato je Pombalov brat zamenjal sodnika, ki je s pomočjo krivih prič obsodil Malagrida na strašno ječo, v kateri je zaradi nečloveškega ravnanja in nemogočih obtožb zblaznel: temu je sledila smrt - sežig na grmadi.
Vse jezuite so izgnali s Portugalskega septembra 1759. Odlok je vključeval tudi portugalsko kolonijalno posest ameriške Brazilije, indijske Goe in kitajskega Makava.

#### Izgon jezuitov iz Francoskega kraljestva
V istem času pa so si v Franciji jezuiti nakopali sovraštvo vplivne ženske Madame de Pompadour. Po besedah grofice de Courson se je leta 1752 Pompadour obrnila na jezuite z zahtevo, naj ji dovolijo, da javno prejema zakramente, v upanju, da bo okrepila svoj položaj in vpliv v škodo kraljice in dauphina. Ker so pa oni opravičeno sumili, da njeni nagibi niso bili duhovni, in je s svojim nezakonskim razmerjem s kraljem dajala javno pohujšanje, ji spovednik tega ni dovolil, dokler ne bi prenehala biti kraljeva ljubica. V nekaj letih je na ta način iz maščevanja hotela uničiti celotno Družbo Jezusovo.
Antoine de La Valette je bil štiriintridesetletni predstojnik misijonov na Martiniku, ki se je močno zadolžil, ko so Britanci zasegli dvanajst od trinajstih ladij, ki so prevažale pridelke s plantaž za prodajo v Franciji. Družba Jezusova ni mogla poravnati spora zaradi Sedemletne vojne, zaradi katere je tudi Francija skoraj prišla na boben in zunanji minister Choiseul je hotel izkoristiti priložnost, da bi z jezuitskim premoženjem zapolnil finančno luknjo krone, saj dvor ni prenehal s potratnim življenjem. Jezuiti so si sicer prizadevali za poravnavo, vendar je "neodvisno" sodišče brez odloga naložilo rubež vsega njihovega premoženja. 
Neznani francoski avtor je istočasno objavil sramotilni spis, češ da si je Ricci dopisoval s korziškimi uporniki. Družbo Jezusovo so torej sedaj izgnali tudi iz Francije in sicer leta 1764, iz Španije in Neaplja leta 1767 ter iz Parme 1768. Ricci ni mogel drugega, ko da je vse nadloge nemočno opazoval, molil in naročal s svojimi pismi molitve vsem članom Družbe.

### Stališča papežev
Jezuitje so se zlasti izkazali z delom v Kitajskih misijonih. Do Riccijevih uspešnih prilagoditev pa papeži niso zavzeli enotnega stališča. Ne le nevoščljivost nekaterih konkurenčnih redov, ampak še bolj vmešavanje evropskih dežel je Družbo Jezusovo postavljalo v vedno neugodnejši položaj. Kako so papeži v začetku njihovo delo vsestransko podpirali, so ga začeli vedno bolj omejevati in celo ovirati. Lepo to kaže primer zadnjih dveh papežev pred zatrtjem družbe: eden jo je na vso moč hvalil in podpiral, drugi pa je podlegel pritiskom in jo zatrl. 
Klemen XIII. je branil jezuite
Dokler je bil papež Klemen, je Ddružba v Rimu še uživala neko varstvo. Papež je Družbo Jezusovo ponovno javno pohvalil in odobril z bulo Apostolicum pascendi 1769. Papež je Ricciju, ki je bil sicer neizkušen v umetnosti vladanja in je vedno živel ločeno od sveta in diplomatskih spletk, svetoval pogum, molitev in potrpežljivost.
Duhovno nagnjeni vrhovni general Ricci je jezuitom pošiljal spodbudne okrožnice: o »Vneti vztrajnosti v molitvi« (1763), o »Večji vnemi v molitvi« leta 1769 in le nekaj mesecev pred zatrtjem družbe še eno Novo spodbudo k molitvi (februar 1773). Kakor so take redovniške spodbude sicer nekaj običajnega, si očitno ni bil v svesti tolikšnih nevarnosti za obdstoj za Cerkev in papeža izredno zaslužne ustanove, kateri je poveljeval kot zadnji vrhovni general pred njenim zatrtjem.
Klemen XIV. je popustil pred izsiljevanji
Pritisk na Sveti sedež se je stopnjeval in konklave, ki je bil sklican 1769 za izvolitev naslednika Klemena XIII, se je zavlekel skozi tri mesece; na njem je bilo uničenje jezuitov glavno vprašanje. Bil je izvoljen Klemen XIV., ki očitno ni maral jezuitov; ni pa do danes jasno, ali je dal obljubo, da bo Družbo zatrl. Po svoji izvolitvi je Klemen XIV. sprejel surove in ponižujoče odločitve proti družbi, morebiti tudi zato, da bi pomiril njene sovražnike; dosegel pa je nasprotni učinek: politični pritiski in izsiljevanja ter hude grožnje so se neusmiljeno nadaljevali in papež je končno zatrl red z brevem Dominus ac Redemptor dne 21. julija 1773 z obrazložitvijo, da je želel s tem 'obnoviti mir v Cerkvi'.
| Jesuitenverfogung | Preganjanje jezuitov |
| --- | --- |
| 1. In Portugal war es der Todfeind der Jesuiten, Marquis Pombal. Er war ein stolzer Emporkömmling und lüstern nach den angeblich großen Gütern des Ordens. Vom Sohne eines Landmannes hatte er es zum Minister gebracht, der mit König Joseph Emanuel I. Von Portugal Mißbrauch trieb und später wegen Veruntreuungen von Geldern vor Gericht gestellt werden mußte. (Feinde der Jesuiten – weltliche Personen) 2. Ein Jesuitenfresser war auch der Exkapuziner Peter Parisot, ein Schurke erster Klasse. Derselbe wurde von Pombal nach Portugal gerufen und bekam die Aufgabe, Lügen auf Lügen geneg die Jesuiten zu schmieden und zu veröffentlichen. 3. Man verfuhr, wie immer, so auch hier zunächst mit List. Man verletzte Ehre und guten Namen der Jesuiten durch die schamlosesten Verleumdungen und Betrügereien. In Portugal Pombal streute aus, sie hätten in ihren Reduktionen in Paraguay und Uruguay einen König, mit einem großen Heere, sie hätten duch Bedrückung der Indianer sich ungeheure Schätze erworben. – Beim Paapst wurden sie verleumdet, als wäre der Orden innerlich ganz zerfallen und bedürfe einer gründlichen Reform und einer eingehenden Visititation. (Listige Verfolgung) 4. Grausamkeit und Hinterlist Pombals. Während der Hinrichtung – sie dauerte 8 Stunden – schaute Pombal aus seinem Luftschlosse vergnügt dem blutigen Schauspiele zu. Die Kolbenschläfge wuredn den Opfern in Zwischenräumen gegeben, um die Qual zu verlängern. Pombal hatte Begnadigung der Mutter Tavoras gefürchtet, darum ließ er sie zuerst hinrichten; als dann die Begnadigung wirklich kam, war sie schon tot. – Diese Morde wurden ausgeführt ohne Beweis, auf ein bloßes, vielleicht gar selfsterfundenes Gerücht hin, um dann die Jesuiten als am Attentat mitschuldig hinstellen zu können. In der That wurden sie ohne Beweis einfach als Mitverschworene auf ewige Zeiten aus Portugal verbannt. (Die Verfolgung der Familie Tavora. Justizmord an dem Herzog Aveiro.) 5. Die herrlichen Reduktionen in Südamerika wurden mitten in ihrer Blüte durch Portugal vernichtet. (Gewaltsame Verfolgung gegen Eigentum.) . | 1. Na Portugalskem je bil smrtni sovražnik jezuitov markiz Pombal. Bil je ponosen novopečeni gospod in požrešen na domnevno velika posestva reda. Od kmečkega sina je postal minister, ki je zlorabljal zaupanje portugalskega kralja Jožefa Emanuela I., pozneje pa so mu morali soditi zaradi poneverbe denarja in ga je rešila smrti le kraljičina pomilostitev. (Sovražniki jezuitov - posvetni ljudje) 2. Prvorazredni požeruh jezuitov je bil tudi odpadli kapucin Peter Parisot. Pombal ga je (iz Francije) poklical na Portugalsko in mu dal za nalogo kovati in objavljati laži proti jezuitom. 3. Kot vedno so tudi tukaj uporabili zvijačnost. Čast in dobro ime jezuitov so njihovi sovražniki očrnili z najbolj nesramnimi klevetami in goljufijami. Na Portugalskem je Pombal širil govorice, da so imeli v svojih redukcijah v Paragvaju in Urugvaju kralja z veliko vojsko in da so si z zatiranjem Indijancev pridobili ogromne zaklade. – Pred papežem pa jih je obrekoval, češ da je red notranje popolnoma propadel in torej zahteva temeljito prenovo in natančno preiskavo (tj. izredno vizitacijo. - Prepredeno preganjanje) 4. Pombalova krutost in zahrbtnost. Med usmrtitvijo (plemiške družine Tavora) - trajala je 8 ur - je Pombal veselo opazoval krvavi prizor s svoje visoke opazovalnice. Žrtvam so v presledkih (z železnim kijem) drobili posamezne ude, da bi podaljšali trpljenje in umiranje. Pombal se je zbal pomilostitve za Tavorino mater, zato jo je dal usmrtiti najprej; ko je pomilostitev dejansko prišla, je bila ona že mrtva.Ti umori so bili izvedeni brez dokazov, morda celo zgolj na podlagi nezanesljivih govoric, da bi potem lahko okrivili jezuite kot sokrivce za napad (na kralja Jožefa). Pravzaprav so jezuite s Portugalskega preprosto za vedno izgnali brez dokazov kot sozarotnike. (Preganjanje družine Tavora. Sodni umor vojvoda Aveira.) 5. Čudovite redukcije v Južni Ameriki je sredi njihovega razcveta uničila Portugalska. (Prisilno preganjanje lastnine) |

## Zapor, smrt in ocena
Jezuitske skupnosti so bile razgnane, knjižnice zaplenjene in posestva izropana. Pod pritiskom španskega veleposlanika Floridablanca je dal papež Riccija zapreti v Angelski grad, kjer je trpel nadaljnje poniževanje in zlostavljanje: prepovedano mu je bilo celo maševanje. Obtožbe in očitki zoper jezuite niso nikoli našle poti na sodišče: začet ni bil noben sodni postopek. Preden je umrl, je Ricci slovesno izjavil pred pričami: :"Trdim in oporekam, da Družba Jezusova ni dala nobenega razloga za njeno zatrtje; niti ni nobenega pravega razloga, zaradi katerega bi me bili morali zapreti." 

### Pregon, zapor, smrt
| Verfolgung (der Katholischen Kirche) im XVIII. Jahrhundert: Jesuitenverfogung | Preganjanje (katoliške Cerkve) v 18. stoletju: preganjanje jezuitov |
| --- | --- |
| Der General des Ordens, Ricci, wurde später in Rom gefänglich eingezogen und auf die Engelsbug in strenge Haft gebracht, wo er nach zwei Jahren starb; ihm folgten bald die Assistenten und andere hervorragende Ordensmitglieder im Tode nach. | General reda Ricci je bil pozneje vpoklican v Rim in odpeljan v strogi zapor v Angelskem gradu, kjer je umrl dve leti pozneje; kmalu so mu sledili pomočniki in drugi ugledni člani reda. |

Lovrenc Ricci je umrl med zaporno kaznijo v Angelskem gradu dne 24. novembra 1775. Pokopan je v kripti Bazilike Il Gesù v Rimu.
Kakih šest tednov po Riccijevi smrti je novi papež Pij VI. ukazal izpustiti Riccijevih pet pomočnikov na prostost.

### Lovrenc Ricci in zatrtje Družbe Jezusove